# Hôtel d'Ebersmunster
L'hôtel d'Ebersmunster est un monument historique situé à Sélestat, dans le département français du Bas-Rhin.

## Localisation
Ce bâtiment est situé au 8, rue de l'Église à Sélestat.

## Historique
L'édifice fait l'objet d'un classement au titre des monuments historiques depuis 1965.

## Architecture

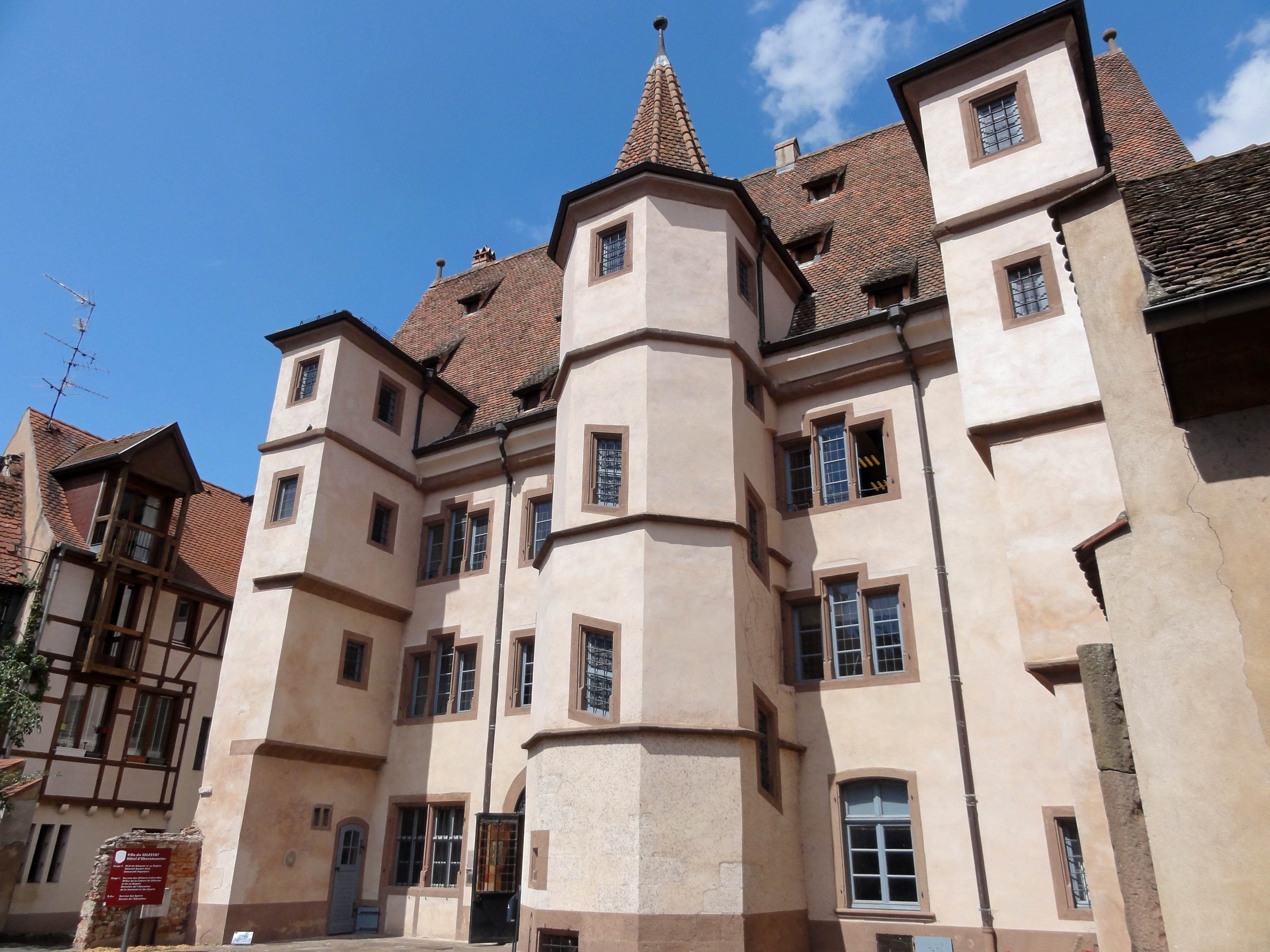
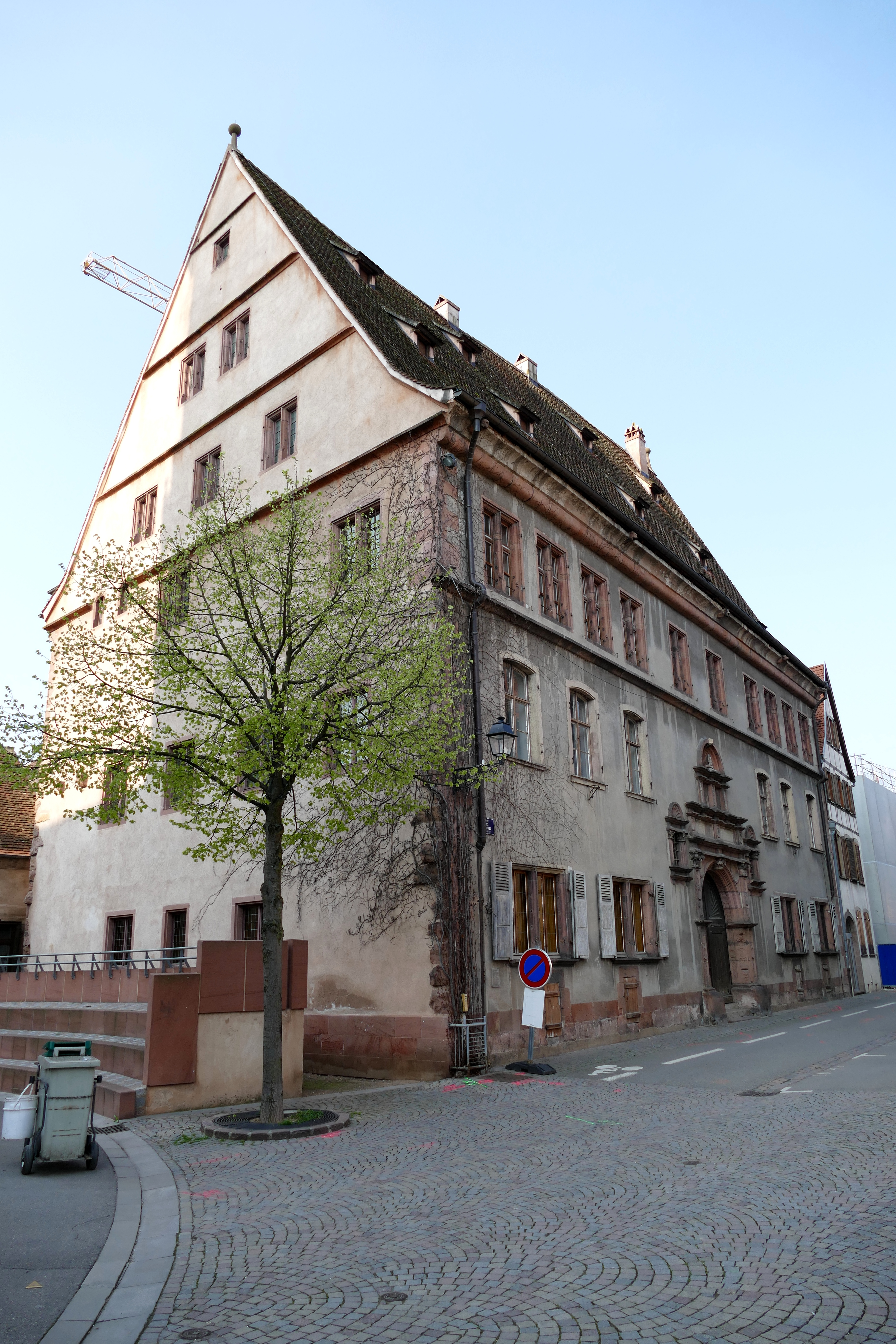
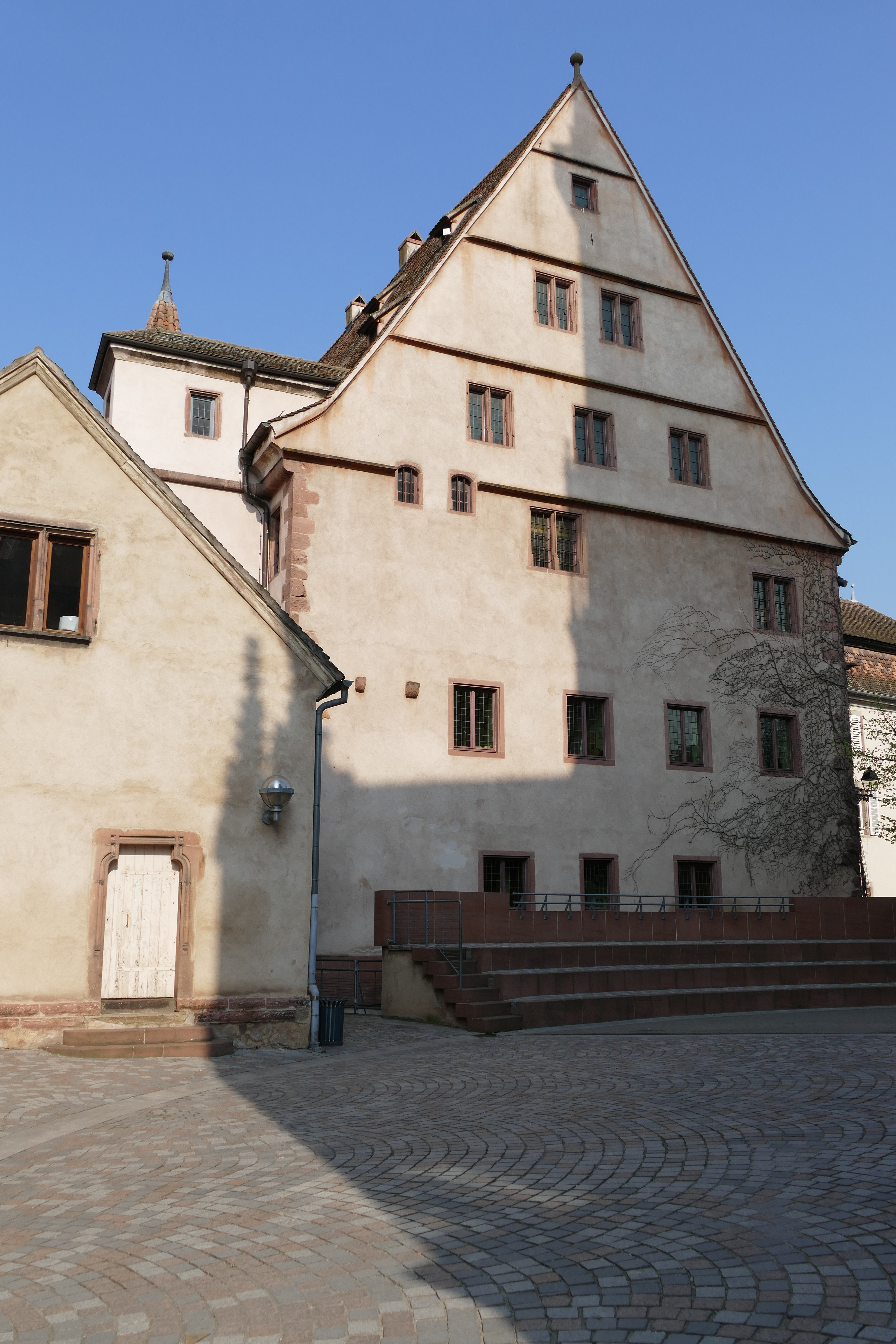
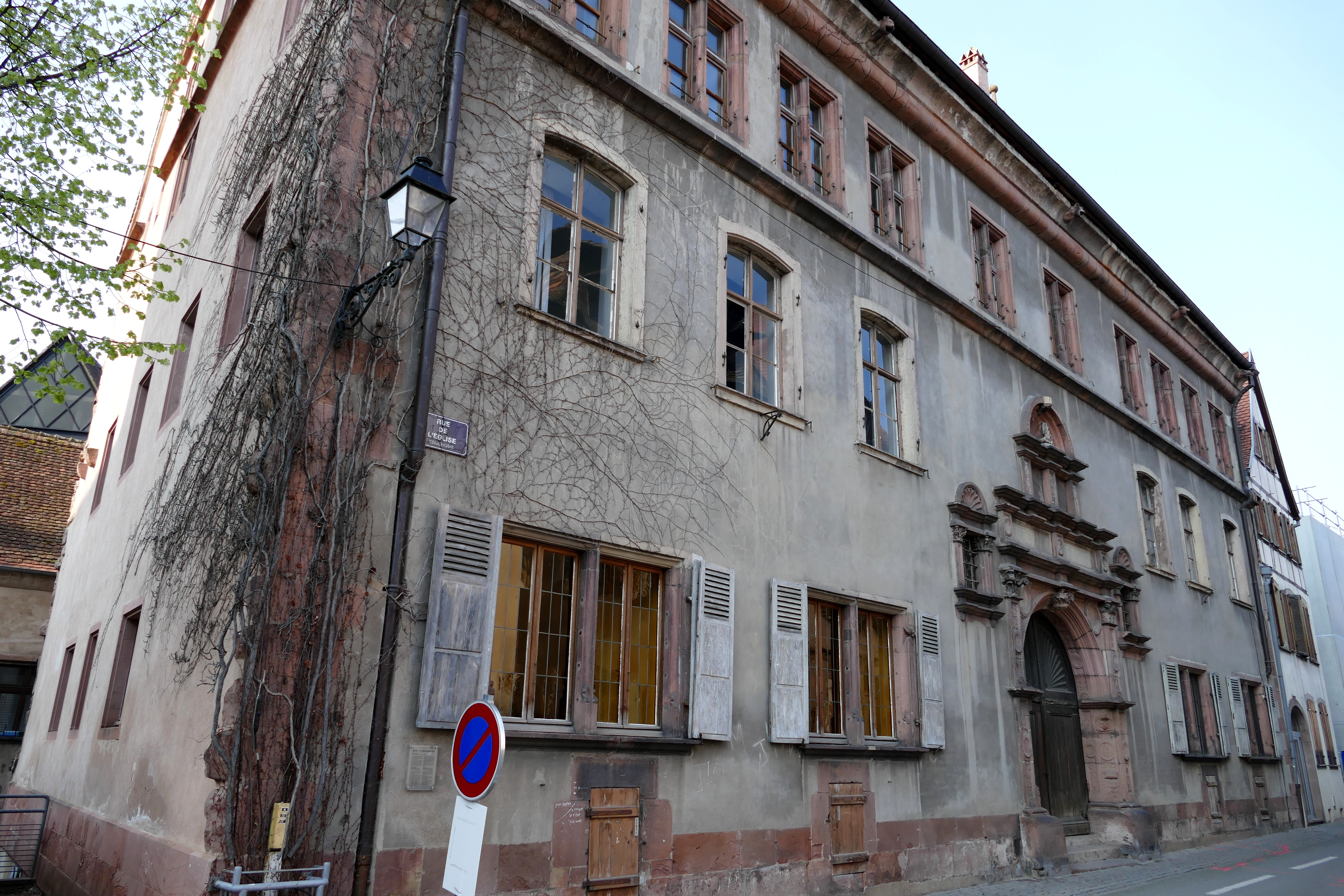
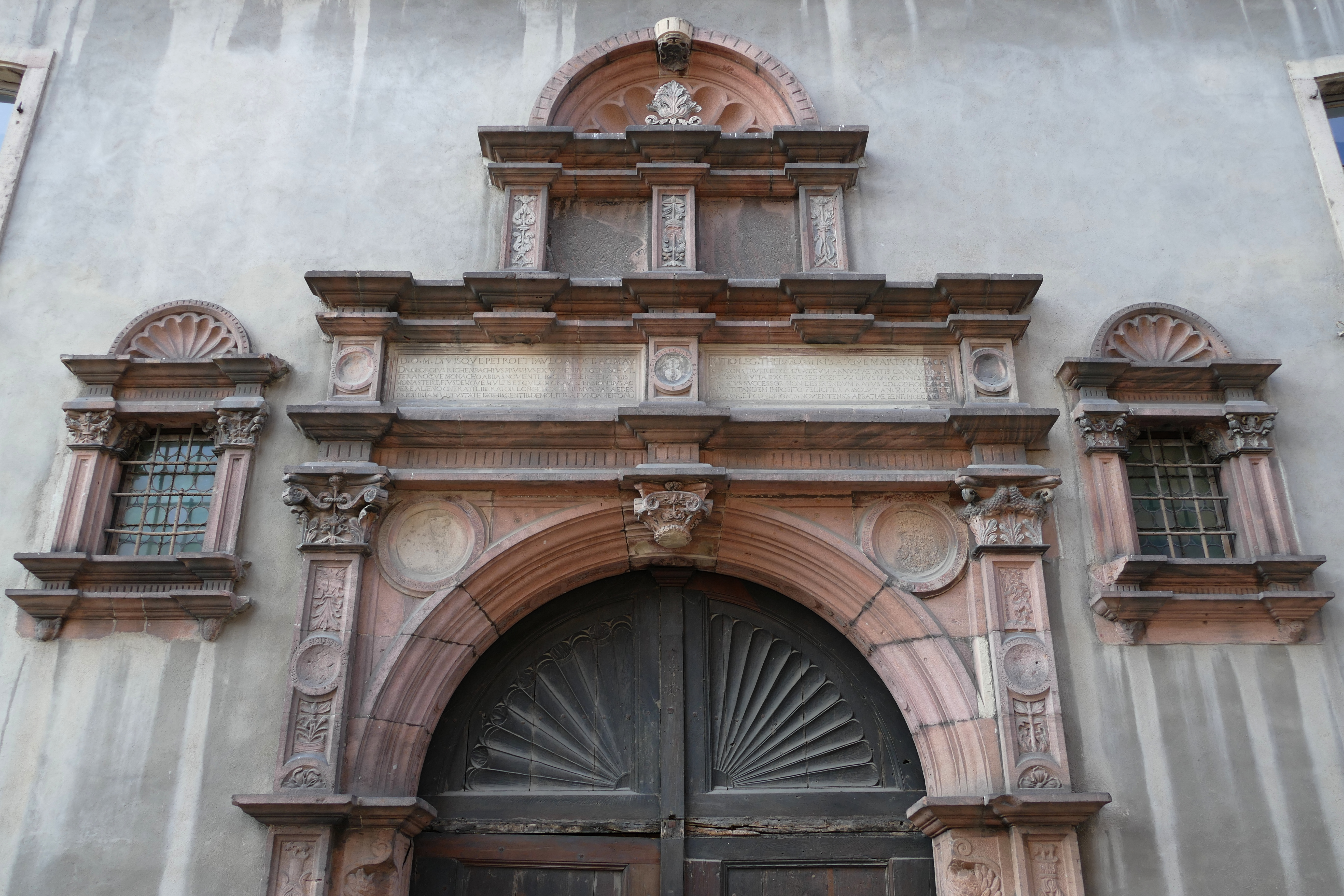
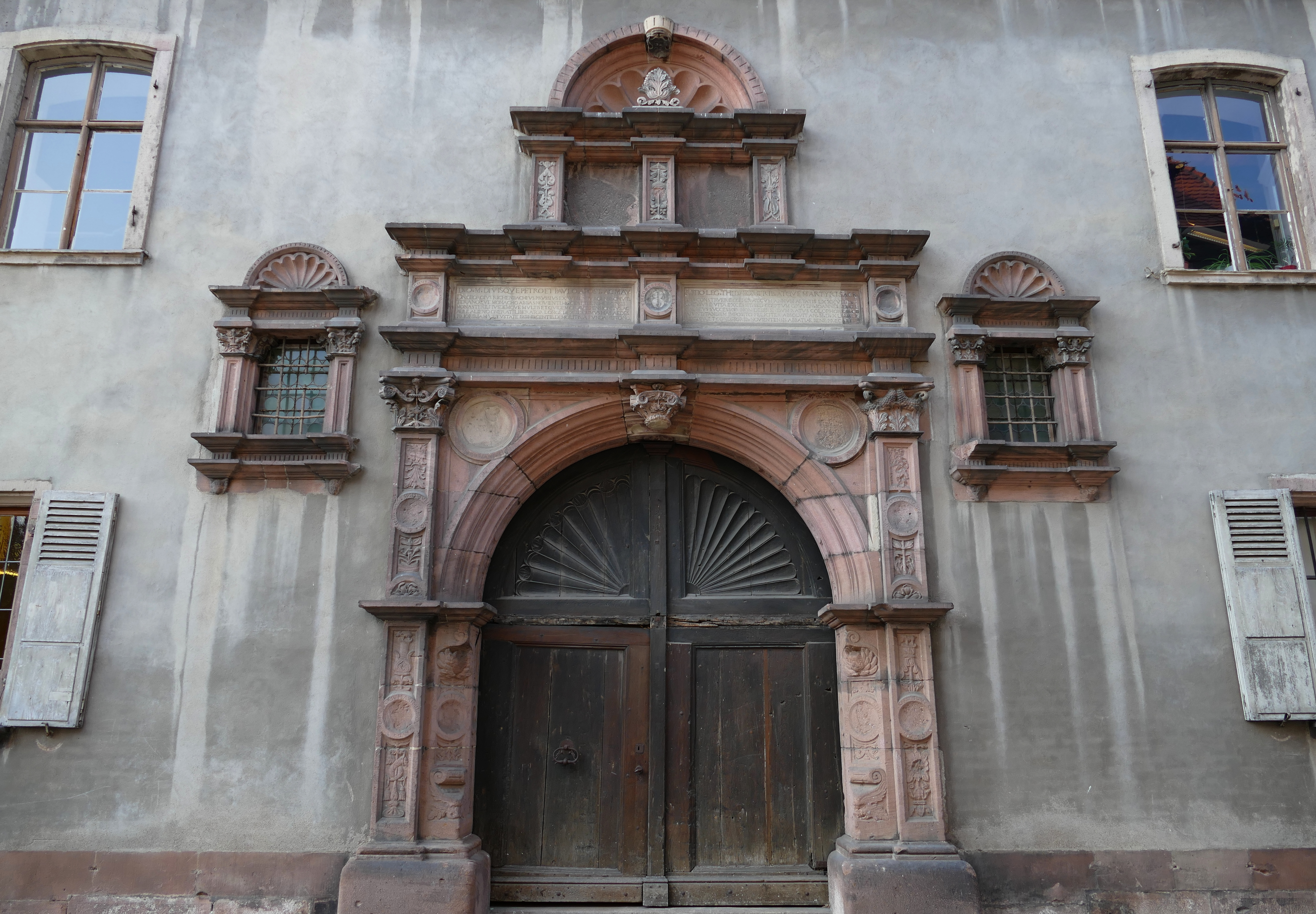